# Airas Nunes
Airas o Ayras Nunes fue un clérigo y trovador de la segunda mitad del siglo XIII, nacido en el Reino de Galicia. Es considerado uno de los poetas más ilustres de la líricas cancioneril en lengua galaico portuguesa, tanto por el número como por la calidad de sus composiciones, que escribió indistintamente siguiendo la tradición popular o la cortesana.
De su vida tiénense muy escasas noticias. Sus cantigas pertenecen a la segunda mitad del siglo XIII y parece ser que fue clérigo y vecino de Santiago de Compostela, según se desprende sus poemas. Estuvo al servicio de un obispo y más tarde, entre 1284 y 1289, fue poeta en la corte de Sancho IV de Castilla. Se conservan 16 composiciones suyas, de las cuales hay 7 cantigas de amor, 3 cantigas de amigo, 4 de escarnio, dos bailadas y una pastorela. En sus cantigas aparecen a veces citas de otros autores, como Don Denís, Alfonso X, João Zorro y Nuno Fernandes Torneol.
Se piensa que pudo haber colaborado en la composición de las Cantigas de Santa María, de Alfonso X el Sabio.
Cultivó todos los géneros de la lírica medieval. Desde la pastorela, llena de reminiscencias populares, hasta la bailada o danza y las razones de amor al gusto provenzal. Características de su poesía son la flexibilidad y la armonía, esbeltez y gracia, que contribuyen a que aún hoy se pueda leer con gusto por lo espontáneo y fresco de su inspiración. Su más conocida y hermosa cantiga es sin duda una soberbia "bailada" o danza construida según los moldes de la canción paralelísica y calcada de un tema ya tradicional: Bailemos nós já todas três, ¡ai amigas...! El argumento de la composición se relaciona con las costumbres primitivas  de la vida campesina, en que las mozas casaderas bailaban ante los pretendientes, a la sombra de las avellanedas en las fiestas de la aldeao en los camposantos de las iglesias en las romerías.